# 空力弾性

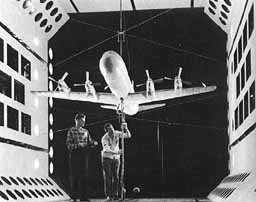
NASAによるスケールモデルロッキードエレクトラのフラッターの風洞テスト

空力弾性（くうりきだんせい）は、弾性体が流体の流れにさらされている間に発生する慣性力、弾性力、および空力の間の相互作用を研究する物理学および工学の分野である。空力弾性の研究は、大きく2つの分野に分類できる。流体の流れに対する弾性体の静的または定常状態の応答を扱う静的空力弾性 。また動的（通常は振動）応答を扱う動的空力弾性 。
航空機は軽量で大きな空気力学的負荷に耐える必要があるため、空力弾性効果が発生しやすくなる。航空機は、次の空力弾性問題を回避するように設計されている。
1. 発散　空力が翼の迎角を増加させ、さらに力を増加させる。
2. 制御反転　制御面の変化により反対の空気力学的モーメントの発生、また極端な場合には制御を逆転させる働きが生まれる。
3. フラッター　航空機の破壊につながる可能性のある、閾値をもたない振動現象。

空力弾性の問題は、構造の質量、剛性、空気力学を調整することで防止できる。これは、シミュレーション、振動試験、飛行フラッター実験により検証できる。制御面のフラッターは通常、適切な質量により防ぐことができる。
熱力学的効果により空力弾性を発現させる、空熱力的弾性として知られており、制御理論による発現は空力制御弾性として知られている。
ポトマックでのサミュエルラングレーのプロトタイプ飛行機の2番目の失敗は、空力弾性効果（具体的にはねじれ発散）に起因していた。この問題に関する最初の研究として、1906年に発表された剛体飛行機の安定性に関するジョージブライアンの理論がある。第一次世界大戦中、ねじれ発散の問題は多くの航空機の問題を引き起こし、主に試行錯誤とその場での翼の補剛によって解決されてきた。航空機でフラッターが最初に記録され、文書化されたのは、1916年の飛行中に、ハンドレページO/400爆撃機が激しい尾部振動を起こし、後部胴体とエレベーターの極端な歪みと非対称な運動を引き起こしたときである。航空機は無事着陸したが、その後のFWランチェスターによる調査により、左右のエレベーターを堅いシャフトでしっかりと接続する必要があるということが推奨事項として上げあげられた。これは後に設計要件になる。さらに、国立物理研究所（NPL）は、現象を理論的に調査するように依頼され、Leonard BairstowとArthur Fageによって実行された。
1926年、ハンスライスナーは翼発散の理論を発表し、この主題に関するさらに多くの理論的研究を発展させた。空力弾性という用語自体は、1930年代初頭にファーンバラにあるRoyal Aircraft Establishment（RAE）のHarold Roxbee CoxとAlfred Pugsleyによって造られた。
カルテックの航空工学の開発において、セオドア・フォン・カルマンは「航空学に適用される弾性」のコースを開始した。コースを1期にわたって教えた後、カルマンはそのコースと空力弾性を開発したアーネストエドウィンセクラーに教科書を発行し、コースを引き継いだ 。
1947年、アーサーロデリックカラーは空力弾性を「気流に曝された構造部材に作用する慣性力、弾性力、および空気力で発生する相互相互作用の研究、およびこの研究が設計に及ぼす影響」と定義した。

## 静的空力弾性
飛行機では、2つの大きな静的空力弾性効果が発生する可能性がある。発散とは、翼の弾性ねじれが突然理論上無限になり、翼が機能しなくなる現象である。制御反転は、補助翼またはその他の操縦翼を持つ翼でのみ発生する現象で、これらの操縦翼が通常と逆に機能してしまう（たとえば、特定の補助翼モーメントに関連する回転方向が逆になる）。

### 発散
発散は、正のフィードバックループで揚力をさらに増加させる方向に空気力学的負荷の下で揚力面がたわむときに発生する。増加した揚力は構造をさらに偏向させ、最終的に構造を発散点に持っていく。発散は、翼のたわみを支配する微分方程式の単純な特性として理解できる。たとえば、飛行機の翼を等方性オイラーベルヌーイビームとしてモデル化すると、非結合ねじれ運動方程式は次のようになる。
{\displaystyle GJ{\frac {d^{2}\theta }{dy^{2}}}=-M',}
ここで、yはスパン方向の寸法、θはビームの弾性ねじれ、GJはビームのねじり剛性、Lはビーム長、M'は単位長さあたりの空力モーメントである。単純な揚力強制理論の下で、空気力学的モーメントは次の形式となる。
{\displaystyle M'=CU^{2}(\theta +\alpha _{0}),}
Cは係数であり、Uは、自由流れ流体速度であり、α0は初期の迎え角である。これにより、次の形式の常微分方程式が生成される。
{\displaystyle {\frac {d^{2}\theta }{dy^{2}}}+\lambda ^{2}\theta =-\lambda ^{2}\alpha _{0},}
ここで
{\displaystyle \lambda ^{2}=C{\frac {U^{2}}{GJ}}.}
固定されていない梁（つまり、片持ちの翼）の境界条件は次のとおりである。
{\displaystyle \theta |_{y=0}=\left.{\frac {d\theta }{dy}}\right|_{y=L}=0,}
これから以下の解が求まる。
{\displaystyle \theta =\alpha _{0}[\tan(\lambda L)\sin(\lambda y)+\cos(\lambda y)-1].}
見てわかるように、λL = π/2 + nπのとき、任意の整数nで 、tan（λL）は無限大となる。n=0は、ねじれ発散点に対応する。特定の構造パラメーターの場合、これは自由流速度Uの単一の値に対応する。これがねじれ発散速度である。翼の風洞試験で実装される可能性のあるいくつかの特別な境界条件（たとえば、空気力学的中心の前方に配置されたねじり拘束）では、発散現象を完全に排除できる。

### 制御反転
制御翼面の反転は、主揚力面の変形による、操縦翼面の予想される応答の損失（または逆転）である。単純なモデル（たとえば、オイラーベルヌーイビームの単一補助翼）の場合、ねじり発散と同様に、制御反転速度を解析的に導出できる。カマンのサーボフラップローターの設計では制御反転が利用されている。

## 動的空力弾性
動的空力弾性は、空力、弾性、および慣性力の間の相互作用である。動的空力弾性現象の例は次のとおりである。

### フラッター
フラッターは、流体の弾性構造の動的な不安定性であり、弾性体のたわみと流体の流れが及ぼす力との間の正のフィードバックによって引き起こされる。線形システムでは、「フラッターポイント」とは、構造の単純な調和運動の正味の減衰がゼロとなる点であり、減衰がさらに減少すると、自己発振により最終的な障害が発生する。「正味の減衰」は、構造の自然な正の減衰と空力の負の減衰の合計として理解できる。フラッターは2つのタイプに分類できる。ハードフラッターでは、正味減衰が急激に減少し、フラッターポイントに非常に近くなる。ソフトフラッターでは、正味の減衰は徐々に現象する。
水中では、フォイルのピッチ慣性と流体の外接シリンダーの質量比が一般には低すぎて、バイナリフラッターが発生しない。これは、最も単純なピッチとヒーブフラッターの安定性の決定要因の明確な解で示されている。
翼や翼、さらには煙突や橋などの空気力に曝される構造物は、フラッターを避けるために既知のパラメーター内で注意深く設計されている。空気力学と構造の機械的特性の両方が完全に理解されていない複雑な構造では、詳細なテストによってのみフラッターを防ぐことができる。航空機の質量分布または1つのコンポーネントの剛性を変更することでさえ、一見無関係な空力コンポーネントにフラッターを引き起こす可能性がある。フラッタの軽微なものは、航空機構造の振動として見られるが、深刻な場合、フラッタは急速に成長して、航空機に深刻に損傷を引き起こす。ブラニフ航空542便事故、またはVLミルスキー戦闘機のプロトタイプではこのようなフラッタによる破壊が起こった。有名な例では、タコマ橋は空力弾性フラッタの結果として破壊された。

#### 空力制御弾性
場合によっては、フラッター関連の構造振動を防止または制限するのに役立つ自動制御システムが実証されている。

#### プロペラフラッター
プロペラフラッターは、回転するプロペラの空気力学的および慣性効果と、支持するナセル構造の剛性を伴う、フラッターの特殊なケースである。プロペラとエンジンサポートのピッチとヨーの自由度を含む動的な不安定性が発生し、プロペラの歳差運動が不安定になることがある。1959年ブラニフ航空542便事故、1960年ノースウエスト・オリエント航空710便事故で、ロッキードL-188エレクトラはエンジンナセルにプロペラフラッターが発生した。。

#### 遷音速空力弾性
遷音速領域では、流れは非常に非線形であり、衝撃波がが伴う。このような領域での飛行は遷音速マッハ数を飛行する航空機にとって不可欠である。衝撃波の役割は、最初ホルトアシュレイによって分析さた。フラッタ速度が飛行速度に近づく「遷音速ディップ」として知られる現象は、1976年5月にラングレー研究センターのファーマーとハンソンによって報告された。

### バフティング

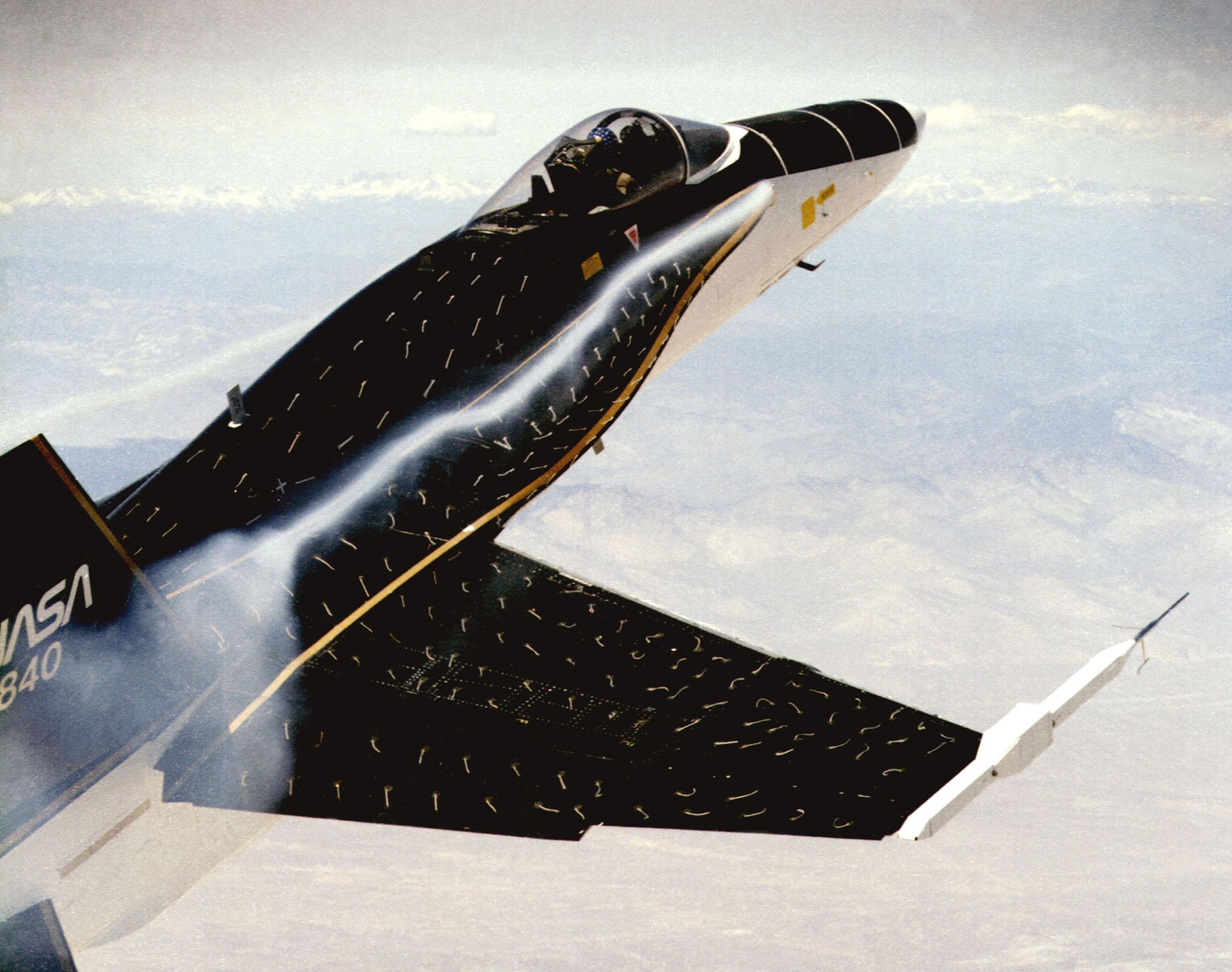
NASA HARV F/A-18翼の渦の崩壊によって引き起こされたフィンのバフェッティング

バフェッティングは、ある物体から別の物体に衝突する気流の分離または衝撃波振動によって引き起こされる高周波不安定性である。これは急激な負荷の増加が原因でおこるランダムな強制振動である。一般に、翼の下流の空気の流れにより、航空機構造の尾翼に影響を与える。
バフェッティング検出の方法は次のとおりである。
1. 圧力係数図[17]
2. 後縁での圧力発散
3. マッハ数に基づく後縁からの分離の計算
4. 垂直力の変動発散

## 予測と対策

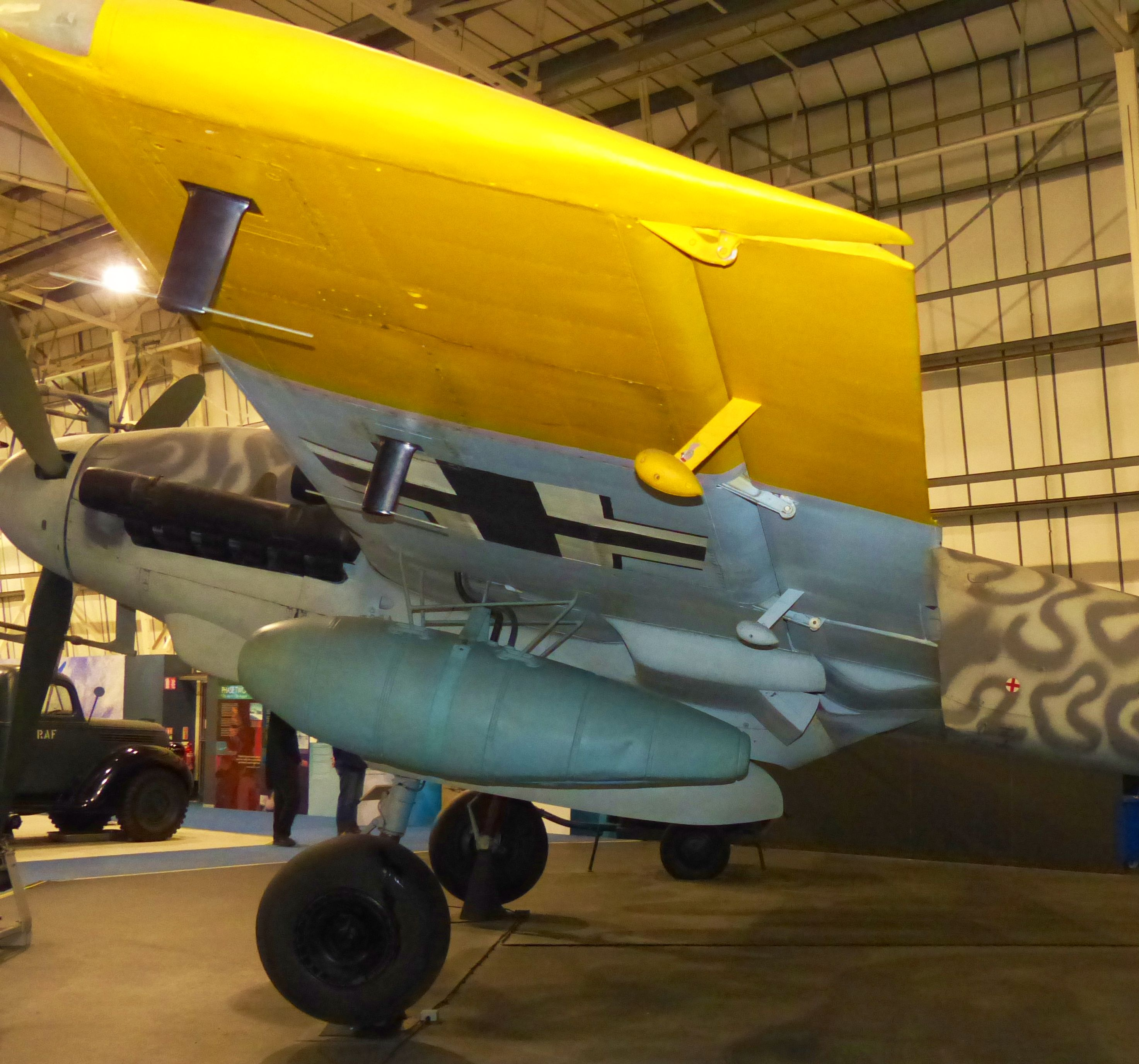
エルロンから突き出たフラッタを抑えるためのおもり

1950 - 1970年に、AGARDは空力弾性問題の解決と検証に使用されるプロセスと数値解のテストに使用できる標準的な例を詳述した空力弾性マニュアルを開発した。
空力弾性には、外部の空気力学的荷重とその変化の仕方だけでなく、航空機の構造、減衰、質量特性も含まれる。予測には、航空機構造の動的特性を表すように調整されたバネとダンパーによって接続された一連の質量として航空機の数学モデルを作成することによりなされる。モデルには、加えられた空気力の詳細とそれらの変化の仕方も含まれる。
このモデルを使用してフラッターの生じるパラメータ範囲を予測し、必要であればテストにより潜在的な問題を修正できる。慎重な設計のもとに質量分布と局所構造剛性の小さな変更は、空力弾性問題の解決に非常に効果的である。
線形構造のフラッターを予測する方法には、p法、k法、pk法がある。
非線形システムの場合、フラッターは通常、リミットサイクル振動（LCO）として解釈され、動的システムの方法を使用して、フラッターが発生する速度を決定できる。

## メディア
これらのビデオはアクティブ空力弾性翼のNASA-空軍共同研究で、エルロンやフラップなどの従来の制御方式により柔軟な翼のねじれを誘発することで、遷音速および超音速で航空機の操縦性を向上させる可能性を調べる実験である。
- 能動空力弾性翼（AAW）翼荷重試験。2002年12月
- X-53の能動空力弾性翼（AAW）飛行試験、2002年12月

## 顕著な空力弾性破損
- 元のタコマ橋は、空力弾性ばたつきの結果として破壊された。[11]
- ブラニフ航空542便事故のロッキードL-188エレクトラのプロペラフラッター。
- 1931トランスコンチネンタル＆ウエスタンエアフォッカーF-10墜落。
- GAFジンディビックドローンのボディフラッター。[20]